# Водзіцька Марія Іполитівна

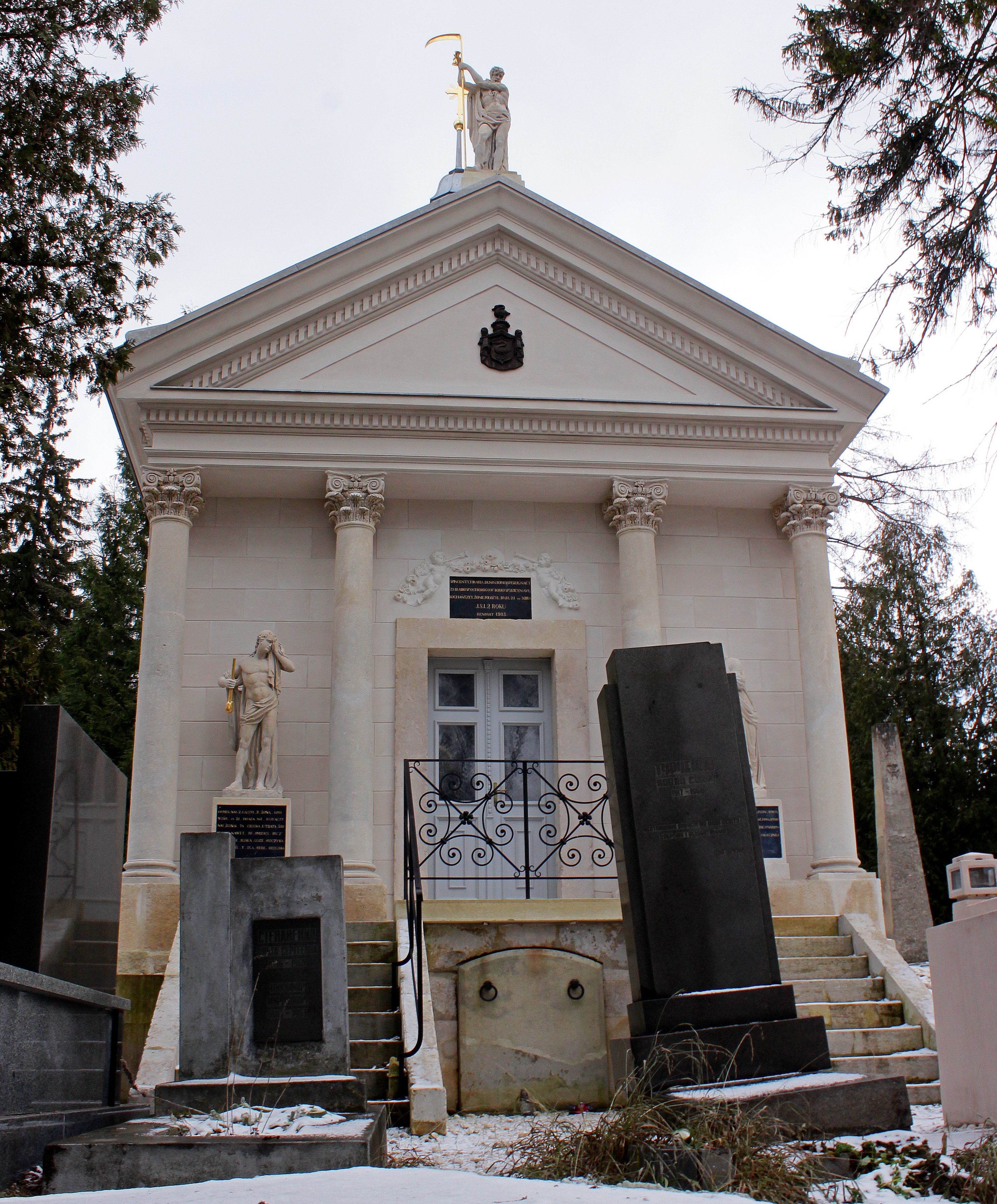
Каплиця родини Дунін-Борковських

Марія Ізабела Домініка Турно, у шлюбі графиня Марія Іполитівна Водзі́цька (пол. Maria Wodzicka; нар. 4 серпня 1878, Обєзеже — пом. 17 березня 1966, Львів) — українська художниця польського походження, член Союзу польських художниць з 1917 року.

## Біографія
Народилася 4 серпня 1878 року в селі Обєзеже (тепер Польща). 1901 року одружилася з графом Єжи Корнелем Водзіцьким. Її чоловік був на дипломатичній службі у Відні до 1913 року, що сприяло подорожам та отриманню європейської освіти.
Протягом 1910—1913 років навчалася в Академії мистецтв у Парижі; протягом 1913—1917 років — у Мистецькій школі Олекси Новаківського у Львові; на початку 1920-х років — у Дрездені та у Відні до 1924 року.
Жила і працювала у Львові. Померла у Львові 17 березня 1966 року. Похована на Личаківському цвинтарі (поле 6), у каплиці родини Дунін-Борковських.

## Творчість
Авторка пейзажів і жанрових полотен. Писала картини під впливами імпресіонізму, неокласицизму, постімпресіонізму. Серед робіт:
- «Писанкарка» (1911, олія, Національний музей у Львові);
- «Гуцулка» (1922);
- «Музика» (1920-ті);
- серія гуцульських мотивів (1924);
- «Гуцули» (1927);
- «В червоному одязі» (1928);
- «Гуцулка» (1929, Національний музей у Львові);
- «Вид Мукачевого» (1940–1950-ті);
- «Вид Кременця» (1940–1950-ті);
- «Гуцульський натюрморт» (1940-ві);
- «Осінь на Гуцульщині» (1945);
- «Перед святом» (1946);
- «Натюрморт» (1950-ті);

портрети
- Андрея Шептицького (1930-ті);
- В. Морачевського (1940-ві);
- О. Кульчицької (1947);
- акторки Л. Кривицької (1949);
- М. Рудницького (1955);
- С. Ґебус-Баранецької (1950-ті);
- Л. Левицького (1960-ті);
- «Жіночий портрет» (1960-ті);

жанрові картини
- «До школи» (1960-ті);
- «Прийом гуцульських школярів до школи» (1960-ті);
- «Хороша кукурудза» (1960-ті);
- «Венеція».

Брала участь у художніх виставках з 1913 року.
Полотна художниці зберігаються у Національному музеї у Львові та Львівській картинній галереї.